# Trichobactrus
Trichobactrus Wunderlich, 1995 è un genere di ragni appartenente alla famiglia Linyphiidae.

## Distribuzione
L'unica specie oggi nota di questo genere è stata rinvenuta in Mongolia.

## Tassonomia
Dal 1995 non sono stati esaminati altri esemplari di questa specie.
A giugno 2012, si compone di una specie:
- Trichobactrus brevispinosus Wunderlich, 1995[3] — Mongolia